# Suore di carità di San Vincenzo de' Paoli (Mananthavady)
Le Suore di Carità di San Vincenzo de' Paoli (in inglese Sisters of Charity of Saint Vincent de Paul; sigla S.C.V.) sono un istituto religioso femminile di diritto pontificio.

## Storia
L'istituto sorse a opera delle religiose vincenziane tedesche delle congregazioni di Friburgo, Fulda, Heppenheim e Paderborn, tutte derivate dalle suore della carità di Strasburgo fondate nel 1734 dal cardinale francese Armand de Rohan-Soubise.
Agli inizi degli anni '70 del Novecento, le congregazioni di Friburgo, Fulda, Heppenheim e Paderborn contavano tra i loro membri alcune religiose indiane del rito siro-malabarese e del rito siro-malankarese e stabilirono di inviarle e fondare una comunità nell'eparchia di Mananthavady, nel Kerala, per dare inizio a un nuovo ramo della loro famiglia religiosa: il 12 agosto 1975 la Santa Sede riconobbe la comunità come casa-madre di una congregazione autonoma.

## Attività e diffusione
Le suore si dedicano all'istruzione della gioventù, alla cura di malati, anziani e orfani, al lavoro nelle opere pastorali e parrocchiali.
Oltre che in India, le suore sono presenti negli Stati Uniti d'America; la sede generalizia è a Mananthavady.
Nel 2014 l'istituto contava 256 religiose in 24 case.